# エディ・パーキンス
エディ・パーキンス（Eddie Perkins、1937年3月3日 - 2012年5月10日）は、アメリカ合衆国の元プロボクサー。ミシシッピ州クラークスデール出身。元WBA・WBC世界スーパーライト級王者。

## 人物
1956年12月27日、ウィスコンシン州ミルウォーキーでノーマン・ジョンソンとの対戦でプロデビュー（6回判定負け）。
1957年4月17日、イリノイ州シカゴでの対ジェリー・ジョーダンと対戦し4回判定勝ち。
1961年6月12日、ベネズエラ・カラカスでカルロス・モロチョ・エルナンデス（ベネズエラ）とスーパーライト級10回戦に判定勝ちしたことが認められた。
1961年10月21日、イタリア・ミラノで世界スーパーライト級王者デュリオ・ロイ（イタリア）に挑戦。初の世界戦は15回1-1(69-70、71-71、71-69)と三者三様のドローに終わり王座獲得に失敗した。
その後2戦置いて、1962年9月14日、再び敵地ミラノでデュリオ・ロイとWBA世界スーパーライト級初代王座決定戦で対戦し、15回判定勝ちで初の世界王座獲得に成功した。
1962年12月15日、ロイとのリターンマッチに15回判定で敗れて王座から陥落した。
1963年6月15日、フィリピン・マニラでロベルト・クルス（フィリピン）に挑戦、15回判定勝ちを収めWBA王座返り咲きとWBC王座獲得に成功した。
1964年1月4日、蔵前国技館で日本のリングに初登場。高橋美徳（三迫ボクシングジム）の挑戦を受け、13回1分33秒KO勝ちを収め初防衛に成功した。
1964年4月18日、ジャマイカ・キングストンでベニー・グラント（ジャマイカ）に判定勝ちして2度目の防衛に成功した。
1965年1月18日、かつて対戦したカルロス・モロチョ・エルナンデスに15回判定負けし、WBA・WBC王座の2度目の防衛に失敗し王座から陥落した。
パーキンスは世界王座陥落後も現役を続けた。日本では辻本英守、ライオン古山、龍反町と対戦してそれぞれ勝ち、格の違いを示したり、ホセ・ナポレス、ニコリノ・ローチェ、アンヘル・エスパダなど後の世界王者と拳を交えた。世界五大陸の23か国45都市で戦い、母国である米国での試合の多くは相手のホームで行い、『リングの親善大使』という異名が付けられている。
1974年11月11日、来日して辻本章次に10回戦で判定負け、これは日本選手に対する唯一の黒星である。
1975年5月30日、フランツ・サンドル（オーストリア）に8回判定で敗れたのを最後にリングを去った。
2006年には世界ボクシング殿堂に顕彰された。
晩年は糖尿病や認知症に悩まされていた。2012年5月10日、シカゴの自宅で死去。75歳没。

## 戦績
| プロボクシング 戦績 | プロボクシング 戦績 | プロボクシング 戦績 | プロボクシング 戦績 | プロボクシング 戦績 | プロボクシング 戦績 | プロボクシング 戦績 |
| ------------------- | ------------------- | ------------------- | ------------------- | ------------------- | ------------------- | ------------------- |
| 98 試合             | (T)KO               | 判定                | その他              | 引き分け            | 無効試合            |                     |
| 74 勝               | 21                  | 53                  | 0                   | 2                   | 0                   |                     |
| 20 敗               | 1                   | 19                  | 0                   | 2                   | 0                   |                     |

## 獲得タイトル
- WBA世界スーパーライト級王座（1度目は防衛0、2度目は防衛2）
- WBC世界スーパーライト級王座（防衛2）
- NABF北米ウェルター級王座